# Acuerdo de Caquetania
El Acuerdo de Caquetania fue un acuerdo firmado en Caquetania, Colombia el día 2 de mayo de 1999 entre el presidente colombiano Andrés Pastrana y Manuel Marulanda, comandante de la guerrilla de las Fuerzas Armadas Revolucionarias de Colombia - Ejército del Pueblo (FARC-EP) como parte de los diálogos de paz (1998-2002) en medio del Conflicto armado interno de Colombia.

## Acuerdo
Comunicado
Comunicado del Presidente Andrés Pastrana y Manuel Marulanda de las FARC, 2 de mayo de 1999
Comunicado a la opinión pública:
1. De acuerdo a [sic] lo convenido el día 9 de julio de 1998 en el día de hoy nos hemos reunido con el propósito de hacer un balance sobre el trabajo realizado hasta ahora en el proceso de diálogo iniciado entre el Gobierno y las FARC-EP.
2. Después de un análisis abierto, cordial y sincero encontramos avances concretos y significativos en el complejo camino de la construcción de la reconciliación entre todos los colombianos.
3. Somos conscientes que la obtención de la paz es un proceso que demanda esfuerzos, análisis, comprensión y compromisos con el propósito de ponernos de acuerdo en las transformaciones económicas, políticas y sociales, que permitan la construcción de un estado fundamentado en al justicia social, donde quepamos todos y lo respetemos todos.
4. Luego de evaluar el serio y responsable trabajo que los voceros han venido realizando, encontramos que falta ya poco para llegar al acuerdo total para una agenda común. En virtud a que el próximo 5 de mayo culmina el plazo establecido por el gobierno nacional para los diálogos y que se reafirma una vez más la voluntad política indeclinable de las partes en el propósito de encontrar una solución política al conflicto, acordamos establecer a partir del próximo 6 de mayo la iniciación del periodo de negociación y diálogo en los puntos de la agenda común ya acordados, los cuales se darán a conocer por medio de los voceros sin perjuicio de los avances a que lleguen estos, antes de dicha fecha.
5. Las partes se han comprometido a dar desarrollo al acuerdo suscrito el pasado 28 de abril entre los directores de las distintas fuerzas políticas del país, las directivas del Congreso de la República, las FARC EP y el Gobierno nacional a través del Alto Comisionado para la paz.
6. Queremos llamar la atención del pueblo colombiano y de la comunidad internacional en que la obtención de la paz es el compromiso de todos los colombianos y requiere del tiempo necesario para sentar las bases sólidas de una paz verdadera y duradera.
7. En este propósito conformaremos, de común acuerdo, una comisión internacional de acompañamiento que permita servir de verificadora para superar cualquier inconveniente que se pueda presentar.

Firmado en Caquetania, el día 2 de mayo de 1999
Andrés Pastrana Arango
Manuel Marulanda Vélez

## Ratificación del acuerdo
El acuerdo fue ratificado por la sociedad civil y las FARC-EP el 28 de febrero de 2001. Por parte de la sociedad civil asistieron el precandidato presidencial liberal Horacio Serpa, Noemí Sanín, candidata presidencial por Sí Colombia, Antonio Navarro Wolff, Jaime Caicedo, miembro del Partido Comunista Colombiano, Ciro Ramírez del Directorio Nacional del Partido Conservador Colombiano, Luis Eduardo Garzón, del 'Frente Social', y Eduardo Verano de la Rosa, del Directorio Nacional del Partido Liberal Colombiano.

### Críticas
El candidato presidencial a las elecciones de 2002, Álvaro Uribe le reprochó al candidato por el partido Liberal Horacio Serpa la firma del 'acuerdo de Caquetania' con los líderes de otras fuerzas políticas, que según Uribe, conllevaba a que "se hicieron acuerdos con la guerrilla para luchar contra los paramilitares".
Serpa respondió que firmar el documento fue recibido con 'satisfacción por la opinión pública'. Serpa alegó que lo habían hecho para comprometerse en el propósito de lograr la paz y la convivencia, y "no para asumir compromiso con la guerrilla".
Serpa le dijo a Uribe que se lo recriminara a los otros firmantes, quienes hacían parte de su campaña presidencial de Uribe; Luis Guillermo Giraldo, Alfonso López Caballero y Juan Gabriel Uribe.